# روابط کنیا و لسوتو
روابط کنیا و لسوتو به روابط دوجانبه بین کنیا و لسوتو گفته می‌شود. هر دو کشور عضو اتحادیه کشورهای مشترک‌المنافع و اتحادیه آفریقا هستند.

## تاریخچه
در اواخر سال ۲۰۱۹، نخست‌وزیر لسوتو، توماس تابانه، به کنیا سفر رسمی انجام داد. او با رئیس‌جمهور کنیا، اوهورو کنیاتا، دیدار و گفت‌وگو کرد و در جریان این دیدار، سه موافقت‌نامه همکاری به امضا رسید.
این سفر به منظور تقویت روابط بین دو کشور آفریقایی صورت گرفت. روابط میان کنیا و لسوتو دوستانه توصیف شده است، اگرچه حجم تجارت و تبادلات میان آنها اندک است.
توماس تابانه نخستین نخست‌وزیر لسوتو بود که به کنیا سفر رسمی انجام داد.

## توافق‌نامه‌ها و تفاهم‌نامه‌ها
در جریان سفر نخست‌وزیر توماس تابانه به نایروبی در سال ۲۰۱۹، سه توافق‌نامه بین دولت‌های کنیا و لسوتو به امضا رسید:
- کمیسیون مشترک همکاری (JCC)
- تفاهم‌نامه برای مشورت‌های دوجانبه
- تفاهم‌نامه همکاری در زمینه ورزش

### اهداف توافق‌نامه‌ها و تفاهم‌نامه‌ها
کمیسیون مشترک همکاری به شناسایی حوزه‌های کلیدی همکاری کمک خواهد کرد.
تفاهم‌نامه مشورت‌های دوجانبه امکان رایزنی میان دو کشور در موضوعات دوجانبه و چندجانبه را فراهم می‌کند.
تفاهم‌نامه در زمینه ورزش نقش مهمی در پرورش استعدادهای ورزشی در هر دو کشور خواهد داشت.

## نمایندگی‌های دیپلماتیک
نخست‌وزیر توماس تابانه یادآور شد که پیش‌تر نمایندگی دیپلماتیکی در نایروبی وجود داشته و درباره ازسرگیری تأسیس نمایندگی‌های دیپلماتیک در ماسرو و نایروبی صحبت کرد.